# Leucotaphus gurnetensis
Leucotaphus gurnetensis är en myrart som beskrevs av Cockerell 1915. Leucotaphus gurnetensis ingår i släktet Leucotaphus och familjen myror. Inga underarter finns listade i Catalogue of Life.